# Петряев, Константин Дмитриевич
Константин Дмитриевич Петряев (19 января 1917 года — 30 сентября 1987 года) — советский историк, педагог, доктор исторических наук, профессор.

## Биография
Родился 19 января 1917 года в Березовском Екатеринбургского уезда Пермской губернии в семье служащих: мать была учительницей в школе, отец — работником почтовой связи.
В 1938 году с отличием окончил исторический факультет Свердловского педагогического института. Сразу был принят в аспирантуру Ленинградского педагогического института им. А. И. Герцена.
В мае 1941 года защитил диссертацию « 1 и 2 съезды Советов в германской революции 1918—1919 гг.» на соискание научной степени кандидата исторических наук. Сразу после защиты получил должность доцента Ленинградского государственного педагогического института.
В июле 1941 года, отказавшись от брони, пошел на фронт. Воевал в составе частей Ленинградского и Волховского фронтов. В начале 1944 года был демобилизован и направлен в Сыктывкар Коми АССР, где работал заведующим кафедрой всеобщей истории педагогического института.
В 1953 году был направлен в Одессу, где был избран по конкурсу заведующим кафедрой всеобщей истории (до 1963 года) государственного университета имени И. И. Мечникова. В 1963—1972 годах был заведующим кафедрой новой истории зарубежных стран.
В 1966 году защитил диссертацию «Современная историография Германии 1871—1914 гг.» на соискание научной степени доктора исторических наук. Присвоено ученое звание профессор.
Затем работал профессором в Одесском институте холодильной промышленности, Институте повышения квалификации руководящих работников и специалистов Министерства морского флота СССР (г. Одесса).
Умер 30 сентября 1987 года в г. Одесса. Похоронен на 2-м христианском кладбище.

## Научная деятельность
Является автором 300 опубликованных работ, 120 из которых были посвящены истории и историографии Германии, истории Англии. Автор первой в СССР монографии «Вопросы методологии исторической науки».
В Одесском государственном университете им было подготовлено 19 кандидатов наук, 7 из которых стали докторами наук, среди них профессор С. И. Аппатов.

### Труды
- Петряев К. Д. Курс лекций по истории Франции, Германии, Англии, Ирландии и США. 1871—1914. — Часть І: 1871—1900 гг. — Киев: КГУ, 1958. — 443 с.
- Петряев К. Д. Курс лекций по истории Франции, Германии, Англии, Ирландии и США. 1871—1914 гг. — Часть ІІ: 1900—1914 гг. — Киев: КГУ, 1960. — 508 с.
- Петряев К. Д. Вопросы методологии исторической науки [Текст]. — Киев : Вища шк., 1971. — 163 с

## Награды
- Ордена Красной звезды, Отечественной войны II степени
- 10 медалей.
- Почетное звание «Заслуженный работник высшей школы УССР»

## Семья
Брат: Евгений Дмитриевич Петряев (1913—1987), полковник, микробиолог, кандидат биологических наук, краевед.
Жена: Евгения Ильинична Петряева-Перевалова (1921—1995), кандидат филологических наук, доцент кафедры русской литературы Одесского государственного университета.
Дочь: Татьяна Константиновна Чурилова (1946 г.р.), преподаватель.